# Brevipalpus ennsi
Brevipalpus ennsi är en spindeldjursart som beskrevs av Thewke 1967. Brevipalpus ennsi ingår i släktet Brevipalpus och familjen Tenuipalpidae. Inga underarter finns listade.